# Pentagouet (langue)
Cet article concerne le dialecte pentagouet. Pour le peuple pentagouet, voir Pentagouets.
Le pentagouet est un dialecte de l’abénaqui oriental parlé par les Pentagouets.

## Écriture
| a | α | č | čč | e | ə | h | hʷ | i | k | kk | kkʷ | kʷ | l | m | n | o | p | pp | s | ss | t | tt | w | y |

Dans la pratique, le caractère de l’alpha grec ‹ α › est utilisé plutôt que le caractère de l’alpha latin ‹ ɑ › bien que l’alphabet soit un alphabet latin.